# King Sunny Adé
King Sunny Adé (Sunday Adeniyi, nasceu 22 de setembro de 1946) é um artista popular de música juju iorubá nigeriana. Com sua  banda, "King Sunny Adé e Seus African Beats", King Sunny Adé se tornou uma estrela internacional em toda a África durante o final dos anos 1970, viajando e conquitando uma audiência significativa nos Estados Unidos e Europa também. Ele é conhecido como o 'Ministro de divertimento.